# 3 Melancholy Gypsys
3 Melancholy Gypsys là một nhóm nhạc hip hop người Mỹ đến từ Los Angeles, California. Nhóm nhạc bao gồm Eligh, Murs và Scarub.

## Lịch sử
Eligh, Murs và Scarub đều từng là học sinh tại trường Trung học Alexander Hamilton ở Los Angeles. Sau khi thành lập 3 Melancholy Gypsys, họ được hợp nhất vào nhóm Log Cabin và The Ri Right Brothers. CSau khi Log Cabin tan rã, bộ ba đã hoạt động âm nhạc với tên gọi 3 Melancholy Gypsys và cũng từng sử dụng tên gọi Log Cabin trong một thời gian. Vào khoảng năm 1995, cả ba đã gặp lại nhau và đoàn tụ tại Oakland tại Outhouse, nơi nhóm Living Legends được thành hình.

## Đĩa nhạc

### Album phòng thu
- Gypsy's Luck (1998)
- Grand Caravan to the Rim of the World (2005)

### Album trực tiếp
- Live in Tokyo (2000)

### EP
- Bac for No Good Reason (1996) (với Murs)
- Comurshul (1996) (với Murs)
- The Penguins (1998)

### Vai khách
- Murs - "Done Deal" trong The End of the Beginning (2002)
- Mums the Word - "Follow the Path" from Constant Evolution (2005)

### Vai hỗn hợp
- "Low Key" trong Tags of the Times 3 (2001)
- "Aspirations" trong Creative Differences (2004)
- "F**k You Up" trong Walk Like a Man (2005)
- "2010" trong Legendary Music Volume 1 (2006)